# Ochthebius alpheius
Ochthebius alpheius es una especie de escarabajo del género Ochthebius, familia Hydraenidae. Fue descrita científicamente por Janssens en 1959.
Se distribuye por Grecia. Mide 1,6 milímetros de longitud. Se ha encontrado a altitudes de hasta 470 metros.